# Museum Scryption

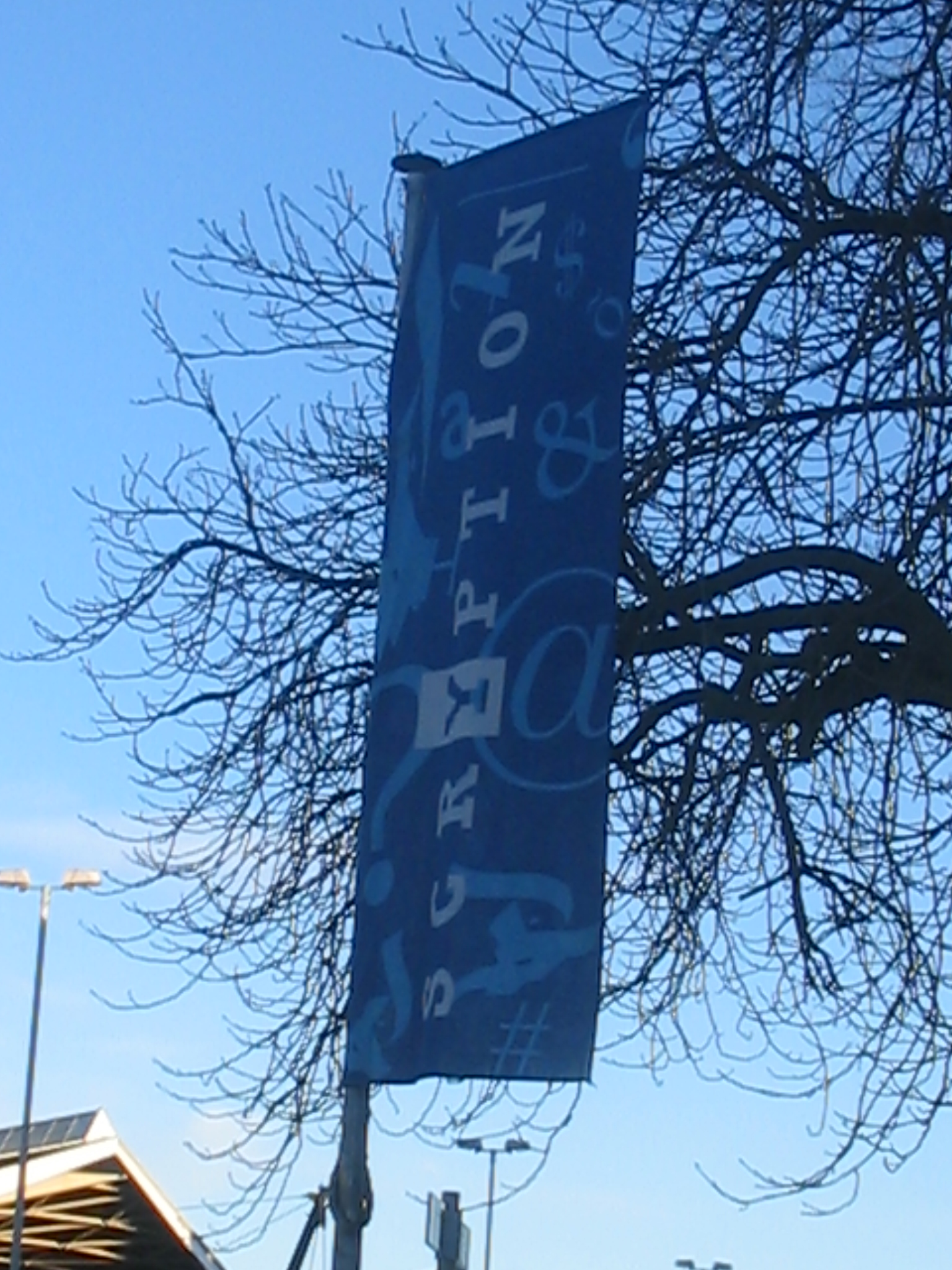
Vlag van museum

Het Museum Scryption was van 1987 tot 2011 een museum aan de Spoorlaan, in het centrum van de Noord-Brabantse stad Tilburg met als hoofdthema schriftelijke communicatie.

## Geschiedenis
De collectie is gestart vanuit de nalatenschap van frater Ferrerius van den Berg, een frater van Tilburg. Er was in het museum aandacht voor de eerste schrijfmachines en computers, het ontstaan van het potlood en later de vulpen plus de balpen, maar ook voor het ontstaan van het Latijns alfabet en in mindere mate andere schriften. Er was een omvangrijke bibliotheek op het gebied van schrift, schrijven en kantoor. Deze bibliotheek was op afspraak te raadplegen. Daarnaast waren er wisseltentoonstellingen.
Ook de verzameling schrijfmachines van Willem Frederik Hermans is na diens overlijden in dit museum opgenomen.
Het Scryption had zich ontwikkeld tot een interactief museum dat schriftelijke communicatie op allerlei manieren belicht: de ontwikkeling van het schrift, de manier waarop je leert lezen en schrijven en persoonlijke verhalen van mensen over waarom zij schrijven.
Door samenwerking met onderwijsinstellingen, ontwerpers en kunstenaars was het museum in staat om exposities te realiseren, die communicatie in een steeds bredere context belichtten.

## Tentoonstellingen
- Van 1999 tot 2000 tentoonstelling "Miniaturen en monnikenwerk": 20 getijdenboeken, 2 psalters en 6 andere unieke voorbeelden van monnikenwerk uit particulier bezit.
- Van 2001 tot 2002 tentoonstelling "Tussen Ganzenveer en Wiegendruk": oude handschriften en drukken afkomstig van de Theologische Faculteit Tilburg en de Paters Kapucijnen te Den Bosch.
- Van 5 oktober 1997 t/m 1 maart 1998, COPY-ART: Kopiëren met de K van Kunst - groepstentoonstelling en Performances. Catalogus ISBN 90-75159-12-9, met interviews Klaus Urbons, Lieve Prins, Ad Willemen, Peter van Houten - Gevelproject aan de Spoorlaan.

## Publicaties
- Rob Berkel, "Tussen Ganzenveer en Wiegendruk”, gids bij de gelijknamige tentoonstelling in het Scryption, uitgave van het Scryption Boekenfonds 2001, ISBN 978-9075159219. LastDodo nr. 4885431.
- Anne Margreet As-Vijvers, Carine van Vugt & Rob Berkel, "Miniaturen en monnikenwerk, middeleeuwse manuscripten uit een Brabantse collectie", gids bij de gelijknamige tentoonstelling in het Scryption, uitgave van het Scryption Boekenfonds 1999 (1e druk), 2000 (2e druk), ISBN 978-9075159172. LastDodo nr. 355803.

## Sluiting
Op 10 januari 2011, na een bestaan van 22 jaar, werd het museum gesloten; de gemeente Tilburg had de subsidie stopgezet.
In 2012 is de collectie door de Fraters van Tilburg overgedragen aan de Stichting Onterfd Goed die de hele collectie heeft herbestemd.